# Encefalizacija
Encefalizacija (lat. encephalisatio, od grč. ἐγϰέφαλος: mozak), u komparativnoj anatomiji, razlika između stvarne veličine mozga neke životinjske vrste prema teorijskoj veličini izračunatoj s obzirom na veličinu ostatka tijela te fenomen povećanja veličine mozga, navlastito u odnosu na ostatak tijela, motrena u tijeku evolucije. Koncept telencefalizacije koji specifično označuje povećanje veličine telencefalona ili prednjeg mozga, koje reflektira selektivni pritisak izvrgnut na kognitivne kapacitete organizama navlastito u tijeku humane evolucije.
Kvantifikacija encefalizacije u neke životinje direktno je povezana s njezinom razinom inteligencije. Aristotel je 335. pr. Kr. napisao: "Od svih životinja čovjek ima najveći mozak s obzirom na svoju veličinu." Usto je 1871. godine Charles Darwin napisao u svojoj knjizi Porijeklo čovjeka: "Nitko, predmnijevam, ne sumnja da veliki omjer koji veličina čovječjeg mozga ima prema njegovu tijelu, u usporedbi s istim omjerom u gorile ili orangutana, nije blisko povezan s njegovim mentalnim snagama."

## Encefalizacijski kvocijent
| vrsta        | EQ   | vrsta  | EQ   |
| ------------ | ---- | ------ | ---- |
| čovjek       | 7,44 | mačka  | 1,00 |
| dupin        | 5,31 | konj   | 0,86 |
| čimpanza     | 2,49 | ovca   | 0,81 |
| rezus-majmun | 2,09 | miš    | 0,50 |
| slon         | 1,87 | štakor | 0,40 |
| kit          | 1,76 | zec    | 0,40 |
| pas          | 1,17 |        |      |

## Vanjske poveznice
- encefalizacijski kvocijenti, Kleiberov zakon i statističke metode